# Karmasan
Il Karmasan (in russo Кармаса́н?; in baschiro Ҡармасан), anche Kugidel' (baschiro: Күгиҙел) è un fiume della Russia europea orientale, affluente di sinistra della Belaja, nel bacino della Kama. Scorre nella Repubblica del Baškortostan.
Il fiume ha origine a nord-ovest del villaggio di Blagovar, non lontano dalla linea ferroviaria Ul'janovsk-Čišmy-Ufa e scorre in direzione nord-est. Il rilievo del bacino è leggermente collinare. Ha una lunghezza di 128 km, il suo bacino è di 1 780 km². Sfocia nella Belaja a 387 km dalla foce.